# Mariano Martí

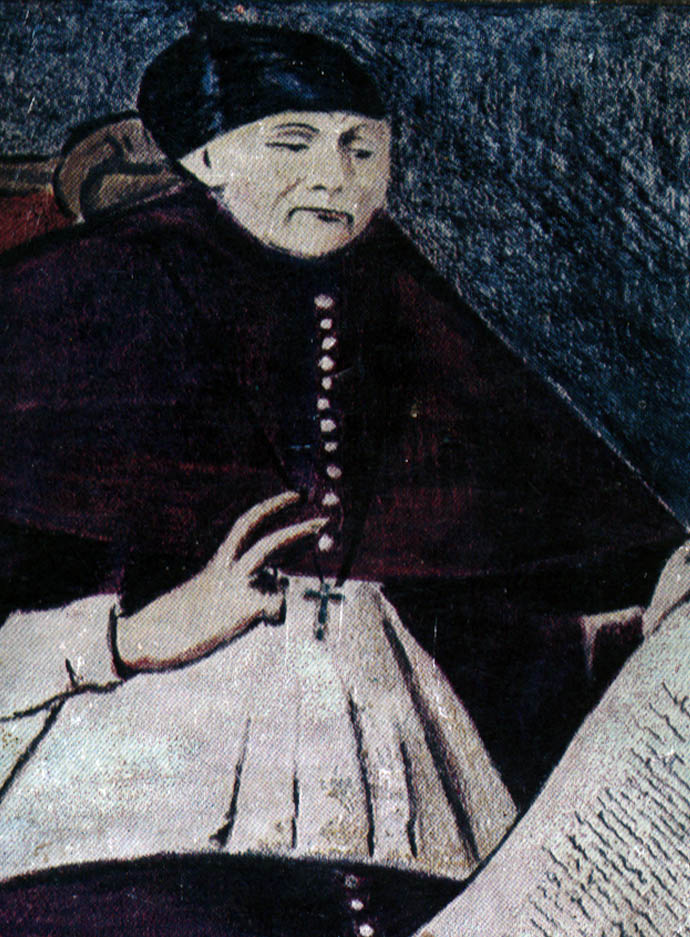
Bischof Mariano Marti

Mariano Martí (* 14. Dezember 1720 in Bráfim, Tarragona; † 20. Februar 1792 in Caracas) war ein spanischer Bischof in Venezuela während der Kolonialzeit.
Er wurde am 24. Mai 1761 zum Bischof von Puerto Rico ernannt. Die Bischofsweihe spendete ihm der Bischof von Caracas, Diego Antonio Díez Madroñero, am 17. Januar des folgenden Jahres.
Am 29. Januar 1770 wurde er zum Bischof von Caracas ernannt. Martí reiste zwischen 1771 und 1784 durch ganz Venezuela. Er hat über diese Zeit ein umfangreiches Werk über die venezolanische Gesellschaft verfasst.